# Бракни, Рашида
Рашида Бракни (фр. Rachida Brakni; род. 15 февраля 1977, Париж) — французская актриса, певица и театральный режиссёр.

## Биография
Рашида Бракни родилась в семье алжирского происхождения в Париже. Её родители хотели сделать дочь адвокатом, но в итоге Бракни стала изучать драматическое искусство в театре-студии Аньер, а затем — в Высшей национальной консерватории.
В 1997 году Бракни приняли в труппу театра Комеди Франсез, тогда же она начала сниматься в кино. В 2002 году Бракни получила премию «Сезар» самой многообещающей актрисе за фильм «Хаос», кроме того, её наградили премией Мольера за роль королевы Марии в постановке пьесы Гюго «Рюи Блаз».
В феврале 2012 года у Бракни вышел альбом, названный по её имени (Rachida Brakni). Музыку для него написал Кали, а слова песен — Эрик Кантона.

## Фильмография
- 1997 — Кофейный цвет / Une couleur café
- 2001 — Далеко / Loin
- 2001 — Хаос / Chaos
- 2002 — Как самолёт / Comme un avion
- 2003 — Обжора / L'Outremangeur
- 2004 — Не бросайте трубку / Ne quittez pas !
- 2004 — Спящий ребёнок / L'Enfant endormi
- 2005 — Один день в Европе / One Day in Europe
- 2005 — Прекрасная история / Une belle histoire
- 2005 — Животная часть / La Part animale
- 2006 — Этого не должно быть / On ne devrait pas exister
- 2006 — Хватит! / Barakat !
- 2007 — Сюрприз (ТВ) / La Surprise
- 2008 — Офис Бога / Les Bureaux de Dieu
- 2008 — На скейте от смерти / Skate or Die
- 2008 — Интересы государства / Secret défense
- 2009 — Человек и его собака / Un homme et son chien
- 2009 — Нёйи, её мать! / Neuilly sa mère !
- 2009 — Государственное дело / Une affaire d'État
- 2011 — Финишная прямая / La Ligne droite
- 2012 — Движения бёдрами / Les Mouvements du bassin
- 2013 — Шеба Луиза / Cheba Louisa

## Награды
- Премия «Сезар» самой многообещающей актрисе: 2002 («Хаос»)
- Премия «Люмьер» самой многообещающей актрисе: 2002 («Хаос»)
- Премия Мольера: 2002 (за роль королевы в спектакле «Рюи Блаз»)
- Офицер ордена искусств и литературы: 2020[5]

## Личная жизнь
Рашида Бракни — супруга футболиста Эрика Кантона, они поженились 16 июня 2007 года. У них двое детей: Эмир (родился 25 октября 2009 года) и дочь Сельма (род. 17 октября 2013). Бракни и Кантона, который после завершения футбольной карьеры начал сниматься в кино, вместе играли в фильмах «Обжора» (где они и познакомились) и «Движения бёдрами».